# General Alvear (Mendoza)
General Alvear – miasto w Argentynie, w prowincji Mendoza, stolica departamentu o tej samej nazwie.
Według danych szacunkowych na rok 2010 miejscowość liczyła 29 909 mieszkańców.